# 章士元
章士元（1513年—？），字伯允，號鄧山，直隸蘇州府崑山縣民籍吳縣人，明朝政治人物。

## 生平
嘉靖十六年（1537年）丁酉科應天府鄉試第一百十名舉人。嘉靖二十三年（1544年）中式甲辰科會試第十三名，登第二甲第七名進士。历官雲南臨安府知府，擢升湖广按察使副使，历山东按察使，四十一年二月升广东右布政使。

## 家族
曾祖章鏞；祖父章澤；父章杲，母屠氏。具庆下。弟炳、士龍、燦。